# 福島県指定文化財一覧
福島県指定文化財一覧（ふくしまけんしていぶんかざいいちらん）は、福島県指定の文化財や史跡等を一覧形式でまとめたものであるが、全てを掲載しているわけではない。

## 有形文化財

### 県指定重要文化財

#### 建造物
- 旧安洞院多宝塔〔福島市〕
- 旧奈良輪家住宅〔福島市〕
- 洗心亭〔二本松市〕
- 隠津島神社三重塔〔二本松市〕
- 旧佐藤家住宅〔国見町〕
- 郡山市開成館〔郡山市〕
- 田村神社厨子〔郡山市〕
- 桙衝神社本殿　附 棟礼〔須賀川市〕
- 小峰寺厨子〔白河市〕
- 白河ハリストス正教会聖堂〔白河市〕
- 八槻都々古別神社本殿、随身門（棚倉町）
- 会津松平氏庭園石造三重塔〔会津若松市〕
- 茶室麟閣〔会津若松市〕
- 旧中畑陣屋主屋〔会津若松市〕[1]
- 恵日寺本堂（旧客殿）、山門、附 元禄十五年棟札〔磐梯町〕
- 熊野神社本殿〔喜多方市〕
- 旧手代木家住宅〔喜多方市〕
- 旧外島家住宅〔喜多方市〕
- 願成寺本堂、旧阿弥陀堂、山門〔喜多方市〕
- 如法寺観音堂 附 仁王門〔西会津町〕
- 法用寺三重塔 附 板絵図、観音堂〔会津美里町〕
- 左下り観音堂〔会津美里町〕
- 高蔵寺三重塔〔いわき市〕

#### 絵画
- 白河ハリストス正教会イコン〔白河市〕
- 絹本著色両界曼荼羅（二幅）〔会津美里町〕
- 紙本著色蒲生氏郷像〔西会津町〕

#### 彫刻
- 木造十一面観音立像〔会津美里町〕
- 木造十一面観音立像（桂）〔会津美里町〕
- 木造十一面観音立像（欅）〔会津美里町〕
- 伝・木造得道上人坐像〔会津美里町〕
- 木造吉祥天立像〔会津美里町〕
- 木造聖徳太子立像〔会津美里町〕
- 木造聖観音立像〔西会津町〕
- 木造不動明王立像〔西会津町〕
- 木造毘沙門天立像〔西会津町〕
- 木造金剛力士立像〔西会津町〕
- 木造地蔵菩薩坐像〔西会津町〕

#### 工芸品
- 銅鐘〔会津美里町〕
- 木造狛犬（一対）〔会津美里町〕
- 十一面観音板木〔会津美里町〕

#### 古文書
- 陽林寺中世文書〔福島市〕

#### 考古資料
- 上野尻・五職神塚出土経筒附　石製外容器3口〔西会津町〕

#### 歴史資料
- 「杉木之覚」碑附　「不時囲杉木組定御請」〔西会津町〕

## 無形文化財
- 上川崎和紙〔二本松市〕
- 昭和村からむし織〔昭和村〕

## 民俗文化財

### 県指定重要有形民俗文化財
- 旧　福聚院修験資料〔西会津町〕
- 旧　修験佐藤家所蔵修験資料〔西会津町〕
- 三春人形木型〔郡山市〕

### 県指定重要無形民俗文化財
- 伊佐須美神社の田植神事〔会津美里町〕
- 岡山の水かけ祭り〔福島市〕
- 金沢黒沼神社の十二神楽〔福島市〕
- 豊景神社の太々神楽〔郡山市〕
- 福田十二神楽〔新地町〕

## 記念物

### 県指定史跡
- 二子塚古墳〔大玉村〕
- 傾城壇古墳〔大玉村〕
- 大光寺供養塔（板碑）〔会津美里町〕
- 谷地久保古墳〔白河市〕
- 借宿廃寺跡〔白河市〕
- 白川城跡〔白河市〕
- 鈴木信教墓〔郡山市〕1937年に国から第二類（地方的なもの）の史跡として指定された。他の第二類の史跡・名勝・天然記念物同様、1956年に国の指定を解除された。
- 鴫山城跡〔南会津町〕
- 久川城跡〔南会津町〕
- 梁川城跡〔伊達市〕
- 梁川八幡宮〔伊達市〕
- 国見八幡塚古墳〔国見町〕
- 湯野西原廃寺跡〔福島市〕
- 窪田遺跡〔只見町〕

### 県指定天然記念物
- 蓋沼の浮島〔会津美里町〕
- 米沢の千歳ザクラ〔会津美里町〕
- 伊佐須美神社のフジ〔会津美里町〕
- 如法寺のコウヤマキ〔西会津町〕
- 安座台倉山のコウヤマキ自生地〔西会津町〕
- 鳥屋漣痕化石層〔西会津町〕
- 隠津島神社社叢〔郡山市〕
- 泉の一葉マツ〔南相馬市〕
- 前田の大スギ〔双葉町〕

### 県指定名勝及び天然記念物
- 木幡山〔二本松市〕
- 阿武隈峡〔福島市〕
- 浄土松山〔郡山市〕